# Regio cervicalis lateralis

Linke Regio cervicalis lateralis (engl. Posterior triangle) mit Fossa supraclavicularis major (engl. subclavian triangle)

Die Regio cervicalis lateralis (seitliche Halsgegend, Syn. Trigonum cervicale posterius oder Trigonum colli laterale) ist eine paarige Region des Halses. Sie liegt hinter der Regio sternocleidomastoidea und wird rückenseitig durch den Musculus trapezius zum Nacken hin begrenzt. Die untere Grenze ist das Schlüsselbein.
Ein Teil der seitlichen Halsregion wird als Trigonum omoclaviculare (Syn. Fossa supraclavicularis major) bezeichnet. Dieses Gebiet wird seitlich-kopfwärts vom unteren Bauch des Musculus omohyoideus, zur Mitte hin vom seitlichen Rand des Musculus sternocleidomastoideus und unten vom Schlüsselbein begrenzt. Die Faszie dieser Region (Fascia omoclavicularis) unterteilt das Gebiet in zwei Etagen. In der oberflächlichen Etage (Spatium interaponeuroticum supraclaviculare) zwischen oberflächlichem Blatt der Halsfaszie und Fascia omoclavicularis liegen in Fettgewebe eingebettet die vorderen Überschlüsselbeinnerven und die Vena jugularis externa. In der tiefen Etage zwischen Fascia omoclavicularis und Lamina prävertebralis der Halsfaszie liegen Arteria subclavia, Arteria und Vena cervicalis superficialis, Truncus subclavius, Nervus phrenicus und ein Teil des Plexus brachialis.